# کاماکان
کاماکان (به پرتغالی: Camacan) یک منطقهٔ مسکونی در برزیل است که در باهیا واقع شده‌است. کاماکان ۳۲٬۰۰۶ نفر جمعیت دارد.